# デイヴィッド・アーカー
デイヴィッド・アーカー（David Aaker、またはDavid Allen Aaker、1938年 - ）は、アメリカ合衆国の経営学者、マーケティング理論家、コンサルタントである。専攻はブランド戦略。カリフォルニア大学バークレー校ハース・ビジネススクール名誉教授、電通顧問。

## 来歴
1938年、ノースダコタ州ファーゴで生まれた。マサチューセッツ工科大学（MIT）卒業後、スタンフォード大学で統計学修士号、経営学博士号（Ph.D. in Business Administration）を取得した。
カルフォルニア大学バークレー校ハース・ビジネススクールで教鞭を執る。博士課程指導学生に阿久津聡一橋大学大学院教授などがいる。

## 研究
ブランド・アイデンティティの概念の提唱者として知られる。日本で紹介されている著書には、『ブランド・エクイティ戦略』、『ブランド優位の戦略』、『ブランド・リーダーシップ』、『シナジー・マーケティング』（以上、ダイヤモンド社）、『戦略立案ハンドブック』（東洋経済新報社）などがあり、その他にも著作、論文多数。
米国、ヨーロッパをはじめ、南米、日本およびアジアでもグローバルに講演活動を行っている。
2002年より電通の顧問も務め、いくつかの企業でも数多くブランド戦略のアドバイスを行ってきた。

## 受賞
- 1996年：ポール D.コンバース賞（マーケティング領域で目覚ましい貢献を果たした研究者に贈られる）

## 著書

### 単著
- Developing Business Strategies, New York: Wiley.（第2版は1988年、第6版は2001年）
  - Developing Business Strategies, 6th Edition, Wiley, ISBN 978-0-471-06411-4.（2001年8月10日）

- Strategic Market Management, New York: Wiley.（第3版は1992年）
- Strategic Market Management, 2007, ISBN 978-0-470-05623-3.
  - （翻訳書）野中郁次郎・北洞忠宏・石井淳蔵・嶋口充輝[訳]『戦略市場経営―戦略をどう開発し評価し実行するか』ダイヤモンド社、1986年9月。

- Managing Brand Equity,illustrated edition, Free Press.（1991年9月9日）
  - （翻訳書）陶山計介・中田善啓・尾崎久仁博・小林哲〔訳〕（1994）『ブランド・エクイティ戦略―競争優位をつくりだす名前、シンボル、スローガン』ダイヤモンド社。
- Managing Brand Equity, 1992, ISBN 978-0-02-900101-1
- Building Strong Brands, Free Press, ISBN 978-0-02-900151-6.（1995年12月12日）

- Brand Portfolio Strategy: Creating Relevance, Differentiation, Energy, Leverage, and Clarity, Free Press, ISBN 978-0-7432-4938-6.（2004年3月30日）
  - （翻訳書）阿久津聡[訳]『ブランドポートフォリオ戦略―事業の相乗効果を生み出すブランド体系』ダイヤモンド社、2005年7月。

- From Fargo to the World of Brands: My Story So Far, 2005, ISBN 978-1-58736-494-5

- Spanning Silos:The New CMO Imperative,  Harvard Business School Press, ISBN 978-1-4221-2876-3.（2008年9月16日）
  - （翻訳書）大里真理子[訳]『シナジーマーケティング―部門間の壁を越えた全社最適戦略』ダイヤモンド社、2009年3月13日。

- Brand Leadership, Pocket Books.（2009年10月1日）
- Building Strong Brands, Pocket Books.（2010年4月29日）
  - （翻訳書）陶山計介・梅本春夫・小林哲・石垣智徳[訳]『ブランド優位の戦略―顧客を創造するBIの開発と実践』ダイヤモンド社、1997年7月。

- Brand Relevance: Making Competitors Irrelevant, San Francisco: Jossey-Bass, ISBN 978-0-470-61358-0.（2011年1月25日）
  - （翻訳書）阿久津聡、電通ブランド・クリエーション・センター〔訳〕（2011年）『カテゴリー・イノベーション―ブランド・レレバンスで戦わずして勝つ』日本経済新聞出版社、2011年11月25日。
- Marketing Research, 11th Edition, Wiley.（2012年10月9日）

- Brand Building and Social Media (2011)
- Preference vs. Relevance (2011)
- Wi ning the Brand Relevance War (2011)
- Eight Characteristics of Successful Retail Concepts (2011)
- Personal Branding Interviews: David Aaker (2011)

### 共著
- Consumerism: Search for the Consumer Interest, New York: Free Press.（1971年、第2版は1974年、George S. Dayと共著）
  - （翻訳書）デイヴィッド・A・アーカー、ジョージ・S.デー／谷原修身、今尾雅博、中村勝久[共訳]『コンシューマリズム―消費者の利益のために』千倉書房、1984年10月。（原著第4版の翻訳）

- Advertising Management, Englewood Cliffs, N.J.: Prentice-Hall.（1975年、第2版は1982年、John G. Myersと共著）
  - （翻訳書）デイヴィッド・A・アーカー、J.G.マイヤーズ著 、野中郁次郎、上久訳（1977年／1977）『アドバタイジング・マネジメント : 広告意思決定の理論』東洋経済新報社。
- Essentials of Marketing Research, New York: John Wiley & Sons.（第2版は2002年、V. KumarとGeorge S. Dayと共著）
- Marketing Research, Hoboken ; New York: Wiley.（第8版は2004年、V. KumarとGeorge S. Dayと共著）

- Strategic Market Management: Global Perspectives, Chichester: Wiley.（2010年、Damien McLoughlinと共著）

- Brand Leadership: The Next Level of the Brand Revolution, Free Press, ISBN 978-0-684-83924-0.（2000年1月、Erich Joachimsthalerと共著）
  - （翻訳書）デイヴィッド・A・アーカー、エーリッヒ・ヨアヒムスターラー／阿久津聡[訳]『ブランド・リーダーシップ―「見えない企業資産」の構築』ダイヤモンド社、2000年10月。